# US Open 1960 (Badminton)
Die US Open 1960 im Badminton fanden in Hillside statt. Sie waren in diesem Jahr zugleich auch die nationalen Titelkämpfe.

## Finalergebnisse
| Disziplin    | Sieger                          | Finalist                       | Ergebnis         |
| ------------ | ------------------------------- | ------------------------------ | ---------------- |
| Herreneinzel | Tan Joe Hok                     | Charoen Wattanasin             | 15–6, 15–8       |
| Dameneinzel  | Judy Devlin                     | Margaret Varner                | 6–11, 11–7, 11–7 |
| Herrendoppel | Finn Kobberø Charoen Wattanasin | Manuel Armendariz Jim Poole    | 15–6, 15–6       |
| Damendoppel  | Judy Devlin Susan Devlin        | Dorothy O’Neil Margaret Varner | 15–13, 15–4      |
| Mixed        | Finn Kobberø Margaret Varner    | Michael Roache Judy Devlin     | 15–7, 15–2       |